# LennyK: Experiencia Lenny Kravitz

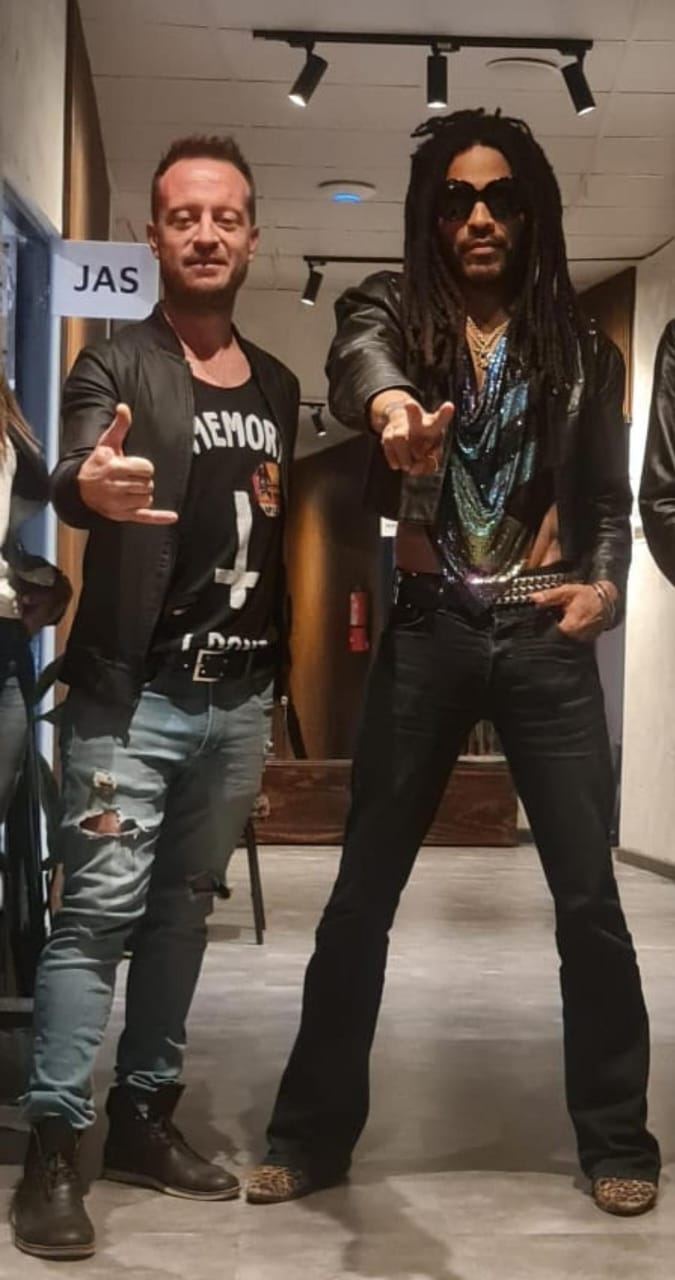

LennyK: Experiencia Lenny Kravitz es un espectáculo musical tributo al artista estadounidense Lenny Kravitz, creado y liderado por el músico argentino Ezequiel Meyer desde 2021. El proyecto se presenta como un show multisensorial que recrea la obra musical de Kravitz con fidelidad sonora, visuales sincronizadas y puestas coreográficas.

## Historia
El proyecto nació en Villa Carlos Paz, Provincia de Córdoba, Argentina, en abril de 2021. Con una formación liderada por Eze Meyer, músico con más de 25 años de trayectoria. La banda comenzó a ofrecer presentaciones semanales en el Teatro Holiday, con proyecciones de videoclips, fragmentos documentales y un cuerpo de baile en escena.

## Reconocimiento de Lenny Kravitz
En 2024, Eze Meyer fue invitado personalmente por Lenny Kravitz a su camarín luego de un show en Santiago de Chile, reconociendo la calidad del tributo. El propio Kravitz sigue e interactúa con la banda desde su cuenta oficial de Instagram.

## Repertorio y formato del show
El espectáculo incluye interpretaciones de temas como "Fly Away", "Are You Gonna Go My Way", "Again", "American Woman" y "It Ain't Over 'til It's Over", respetando arreglos y tonalidades originales.  Las canciones se combinan con videoclips proyectados en pantalla gigante, acompañados por coreografías en vivo.

## Recepción y presentaciones
LennyK se ha presentado en teatros, festivales y eventos privados a lo largo de Argentina, y ha sido elogiado por el público y la prensa local. El proyecto es considerado el único tributo oficial a Lenny Kravitz en Latinoamérica.

## Enlaces relacionados
- Ezequiel Meyer
- Instagram oficial de LennyK
- Canal oficial en YouTube